# Алала (богиня)
Алала (др.-греч. Ἀλαλά, alalá ― «боевой клич») ― древнегреческая богиня, олицетворение боевого клича в греческой мифологии.
Её имя происходит от ономатопического греческого слова ἀλαλή (alalḗ), отсюда ― глагол ἀλαλάζω (alalázō), «поднять боевой клич».
Греческие воины нападали на врагов с этим криком, чтобы вызвать страх в их рядах. Гесиод утверждал, что афиняне кричали таким образом, чтобы подражать крику совы ― птицы их богини-покровительницы Афины.
Согласно Пиндару, Алала была дочерью демона Полема, олицетворения войны. Она была охарактеризована поэтом следующим образом:
«Воинский клич „алала!“,
Дитя Войны,
Предварение копий на копья,
Ты, для кого
Священную смерть принимают мужи,
Жертвуя собою за отечество».
Её тётей была богиня неистовой войны Энио, а дядей ― бог войны Арес, поэтическим эпитетом которого является Алалаксиос (Ἀλαλάξιος). Таким образом, Алала ― одна из членов свиты Ареса на поле битвы наряду с Фобосом и Деймосом (его сыновьями); Эридой, Андроктасией, Махаем, Хисминаем и Фонои (детьми Эриды), а также Спартой и Кересом.
В Италии похожий военный клич (видоизменённый как «Эйа-эйа алала!», Eja Eja Alalà!) был введён в употребление поэтом Габриэле д’Аннунцио в августе 1917 года. Он решил совместить греческий клич с предшествующим сардинским. Клич «Гип! Гип! Ура!» он находил слишком варварским. Клич д’Аннунцио получил распространение в авиационном корпусе: его выкрикивали лётчики перед тем как отправиться в опасный полёт. В 1919 году он также был популярен среди добровольцев, которые захватили Фиуме, а затем его подхватили фашисты. Польский поэт Артур Мария Свинарский (1900—1965) использовал этот клич в качестве названия сборника своих стихов, изданного в 1926 году.